# Lepanthes calodictyon
Lepanthes calodictyon là một loài thực vật có hoa trong họ Lan. Loài này được Hook. mô tả khoa học đầu tiên năm 1861.

## Hình ảnh

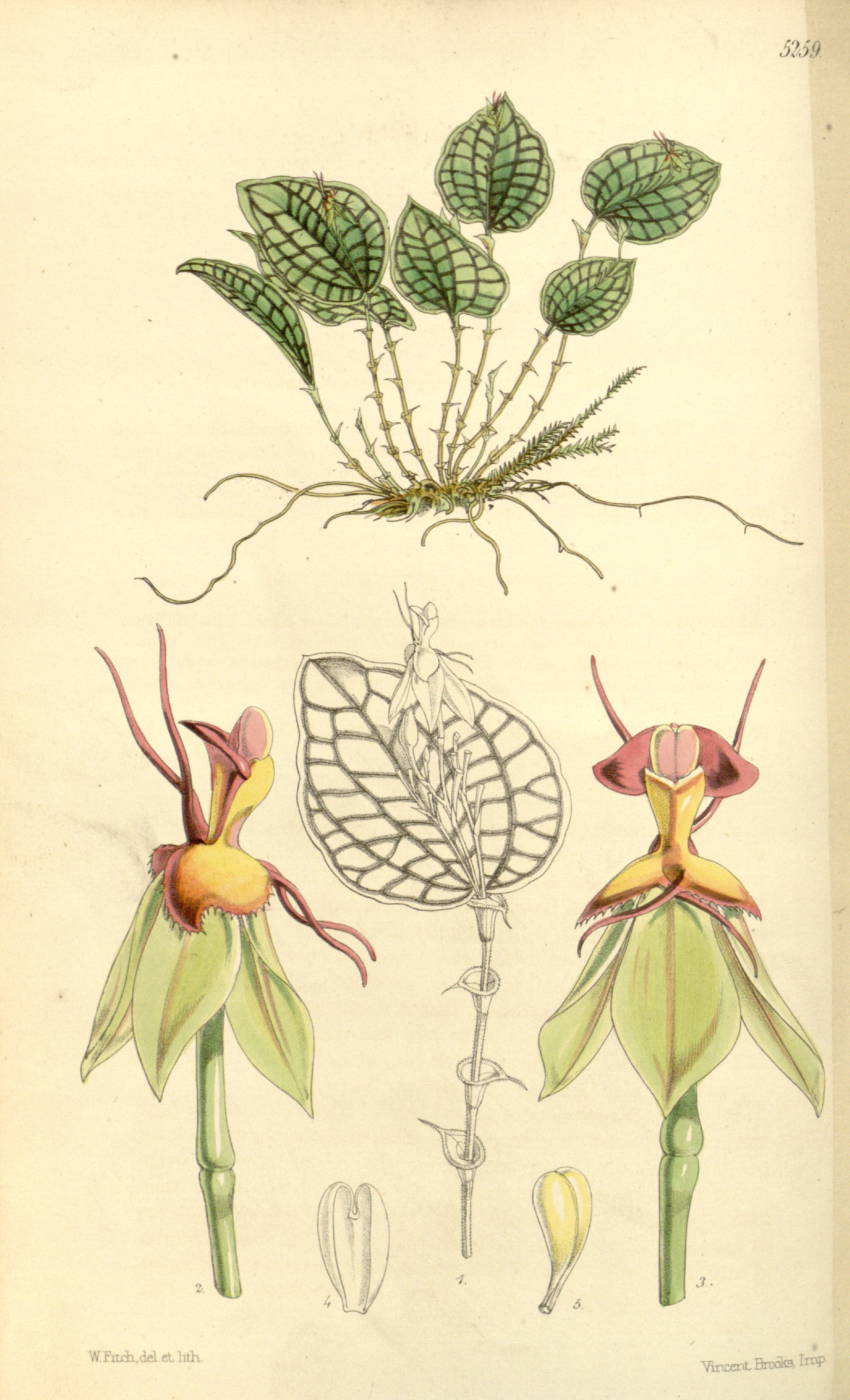
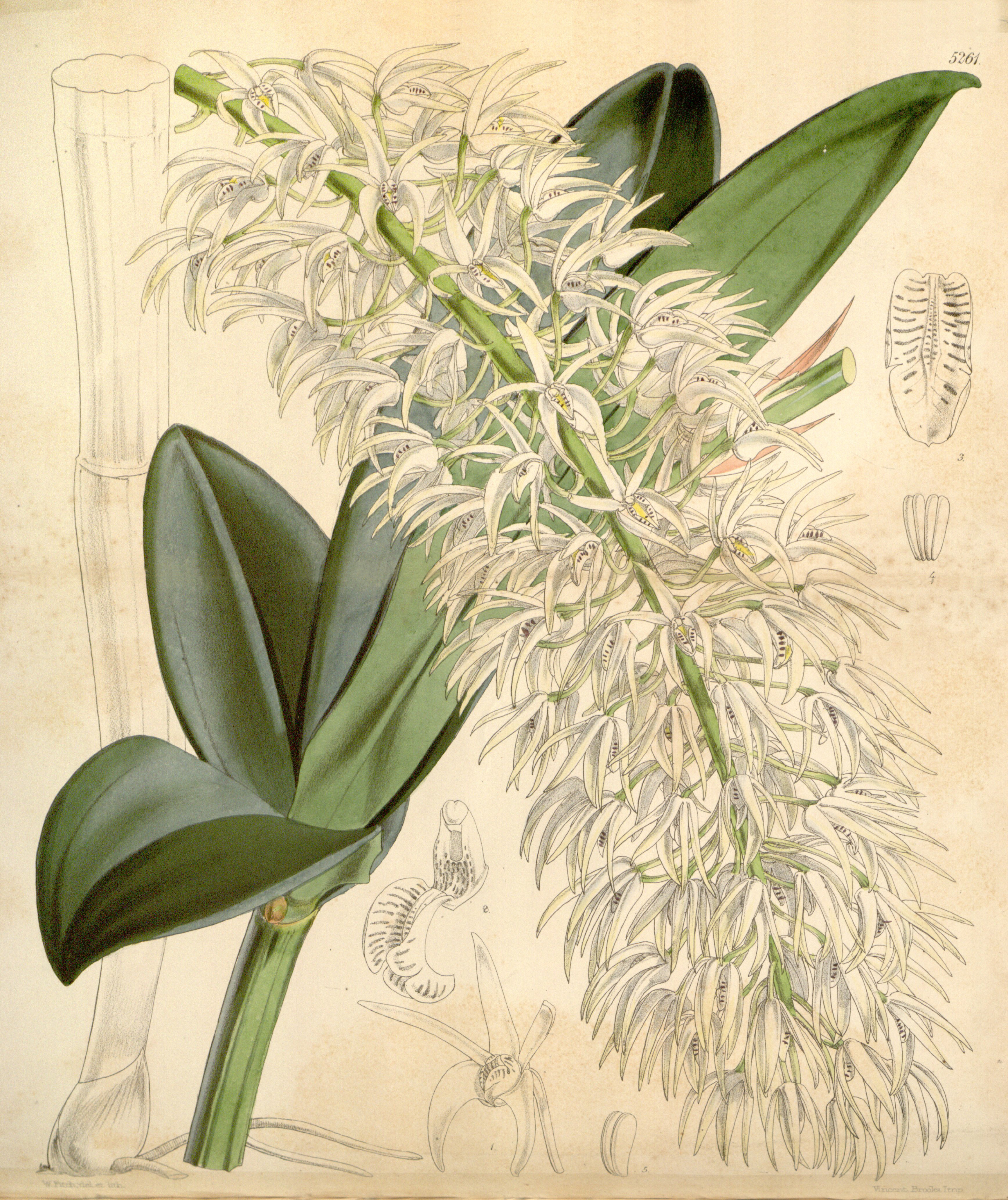